# کودما
کودما (به لاتین: Kudma) یک رود در روسیه است که در استان نیژنی نووگورود واقع شده‌است.